# لويس غونزاليس (لاعب كرة قدم أمريكي)
لويس غونزاليس (بالإنجليزية: Luis Gonzalez)‏ (24 سبتمبر 1989 في الولايات المتحدة - ) هو لاعب كرة قدم أمريكي في مركز الهجوم. لعب مع Thunder Bay Chill ‏ وOrange County SC ‏.

## وصلات خارجية
- لويس غونزاليس (لاعب كرة قدم أمريكي) على موقع قاعدة بيانات كرة القدم.إي يو (الإنجليزية)